# Modèle croyance–désir–intention
 (mars 2025).
 (mars 2025).
Motif : Théorie promue par un seul chercheur et dont la notoriété est inconnue. Une seule source.
- Archive Wikiwix
- Bing
- Cairn
- DuckDuckGo
- E. Universalis
- Gallica
- Google
- G. Books
- G. News
- G. Scholar
- Persée
- Qwant
- (zh) Baidu
- (ru) Yandex
- (wd) trouver des œuvres sur Wikidata

| 1. | Préciser le motif de la pose du bandeau. | Précisez le motif de la pose du bandeau en utilisant la syntaxe suivante : {{admissibilité à vérifier\|date=mars 2025\|motif=remplacez ce texte par le motif}}                                       |
| 2. | Informer les utilisateurs concernés.     | Pensez à avertir le créateur de l'article, par exemple, en insérant le code ci-dessous sur sa page de discussion : {{subst:avertissement admissibilité à vérifier\|Modèle croyance–désir–intention}} |

En psychologie populaire, le modèle croyance–désir–intention (de l'anglais : Editing Belief–desire–intention model, abrégé BDI) du raisonnement pratique humain se développe, selon Michael Bratman, comme une manière d'expliquer l'intention orientée vers l'avenir.
Le BDI se fonde essentiellement sur psychologie naïve (la « théorie de la théorie »), qui est l'idée que nos modèles mentaux du monde sont des théories. Il se sert comme base pour développer le modèle logiciel de croyance–désir–intention.

## Applications
Le BDI fait partie de l'inspiration derrière l'architecture logicielle BDI, dans laquelle Bratman participe également au développement. Ici, la notion d'intention se présente comme un moyen de limiter le temps passé à délibérer sur ce qu'il faut faire, en éliminant les choix incompatibles avec les intentions actuelles.
Le BDI suscite aussi un certain intérêt en psychologie. Il sert de base à un modèle computationnel du raisonnement enfantin CRIBB.